# 12924 Madisonicole
12924 Madisonicole eller 1999 RK21 är en asteroid i huvudbältet som upptäcktes den 7 september 1999 av LINEAR i Socorro County, New Mexico. Den är uppkallad efter Madison Nicole Perkins.